# Idaho
O Idaho é um dos cinquenta estados dos Estados Unidos, localizado na Região dos Estados das Montanhas Rochosas. Limita-se ao norte com a província canadense de Colúmbia Britânica, ao sul com o Nevada e o Utah, a leste com o Montana e o Wyoming, e a oeste com Washington e Oregon. O Idaho atualmente possui a sexta maior taxa de crescimento populacional entre os estados dos Estados Unidos, atrás apenas de Nevada, Arizona, Flórida, Geórgia e Utah. Com um pouco mais de 216 mil quilômetros quadrados, é o 14º maior estado americano em área do país.
O Idaho fazia parte do Oregon Country, um território disputado entre os Estados Unidos e o Reino Unido. Através de um tratado assinado em 1846, os Estados Unidos assumiram posse da região do atual Idaho. Esta região fez inicialmente parte do Território de Oregon, tornando-se em 1853 parte do Território de Washington. O Território de Idaho foi formado em 1863, e elevado à categoria de estado em 3 de julho de 1890, tornando-se o 43º estado americano a entrar na União. O partido republicano governa o estado desde 1995.

## Clima

Tipos climáticos de Idaho

Idaho tem muita variação em seu clima. Embora fronteira do estado está localizada a cerca de 560 quilômetros a partir do Oceano Pacífico, a influência marítima ainda é sentida em Idaho, especialmente no inverno, quando a cobertura de nuvens, umidade e precipitação estão no seu limite máximo. Essa influência tem um efeito moderado no inverno onde as temperaturas não são tão baixas como seria esperado para um estado do norte predominantemente com altitudes elevadas. A influência marítima é menos predominante na parte leste do estado, onde os padrões de precipitação são muitas vezes invertidos, com verões úmidos e invernos mais secos, e as diferenças sazonais de temperatura mais extremas, mostrando um clima continental. O Clima em Idaho pode ser quente, apesar de longos períodos com 37 °C. Os dias quentes de verão são temperados pela baixa umidade relativa e as noites mais frias durante os meses de verão, já que, na maior parte do estado, a maior diferença de temperatura é muitas vezes no verão. Os invernos podem ser frios, apesar de longos períodos de tempo frio abaixo de zero não são incomuns. A temperatura mais alta de Idaho é de 48 °C, foi registrada em Orofino em 28 de julho de 1934 e a menor temperatura é de -51 °C, foi registrada em Island Park Dam em 18 de janeiro de 1943.

## Demografia

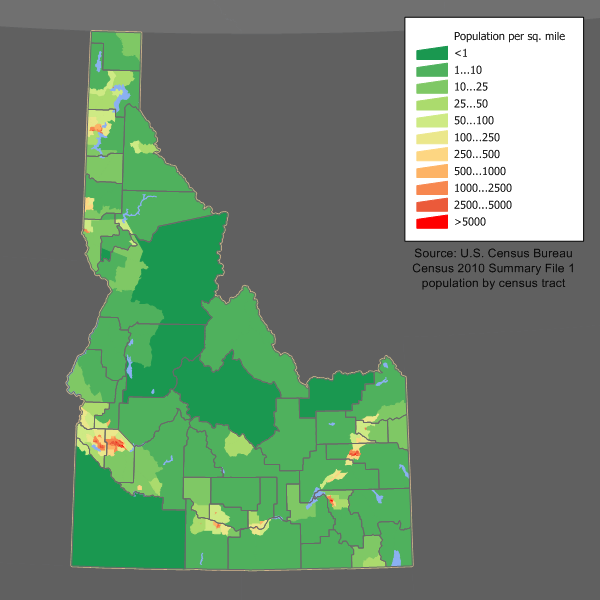
Distribuição da densidade populacional do Idaho

O censo americano de 2000 estimou a população de Idaho em 1 293 953 habitantes, um crescimento de 28,5% sobre a população de 1990, de 1 006 749 habitantes. Uma estimativa realizada em 2005 estima a população do Estado em 1 429 096 habitantes, um crescimento de 41,9% em relação à população do Estado em 1990, de 10,4%, em relação à população do Estado em 2000, e de 2,4% em relação à população estimada em 2004.
O crescimento populacional natural de Idaho entre 2000 e 2005 foi de 58 884 habitantes — 111 131 nascimentos menos 52 247 óbitos — o crescimento populacional causado pela imigração foi de 14 522 habitantes, enquanto que a migração interestadual resultou no ganho de 61 273 habitantes. Entre 2000 e 2005, a população de Idaho cresceu em 135 140 habitantes, e entre 2004 e 2005, em 33 956 habitantes.

### Raças e etnias
Composição racial da população de Idaho:
- 88% Brancos
- 7,9% Hispânicos
- 1,4% Nativos americanos
- 0,9% Asiáticos
- 0,4% Afro-americanos
- 2% Duas ou mais etnias

Os cinco maiores grupos étnicos de Idaho são alemães (que compõem 18,9% da população do Estado), ingleses (18,1%), irlandeses (10%), americanos (6,2%; a maioria possui ascendência inglesa ou escocesa), noruegueses (3,6%) e suecos (3,5%).

### Religião
A população religiosa de Idaho é comumente cristã. O Cristianismo responde por 65% da população religiosa do Estados dos Estados Unidos, com destaque para o Protestantismo, com 50% de seguidores.

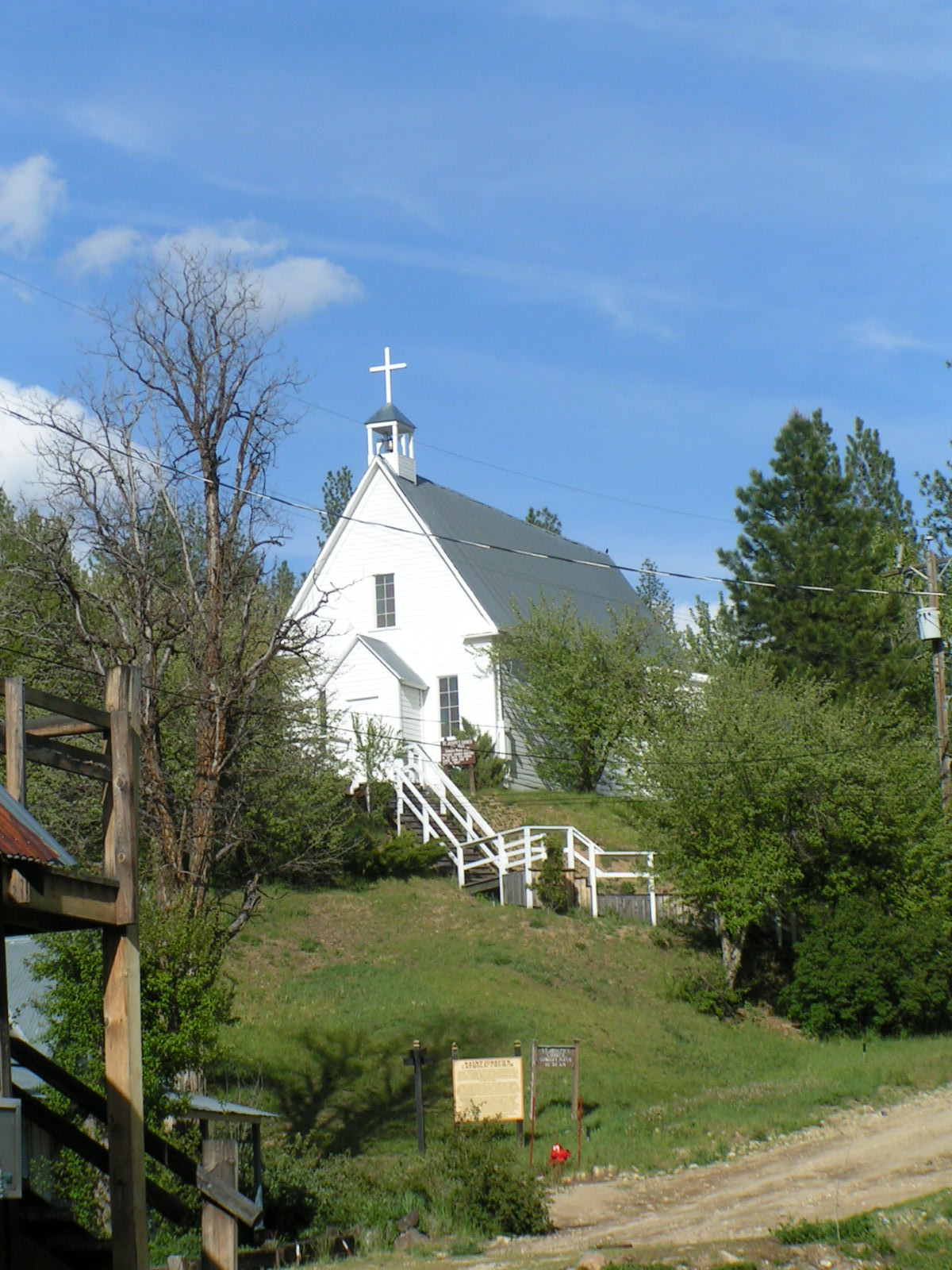
Igreja na zona rural de Cidade de Idaho.

Dentre as denominações religiosas protestantes, destacam-se a Igreja Batista e a Igreja Metodista, ambas com 9% de seguidores dentre os religiosos. O Luteranismo é seguido por 3% dos habitantes e o Presbiterianismo por 2%. Outras igrejas notáveis são a Assembleia de Deus Americana, Igreja Adventista do Sétimo Dia e Igreja de Deus, que possuem juntas em torno de 1% de adeptos.
Entre as denominações cristãs restauracionistas, destacam-se A Igreja de Jesus Cristo dos Santos dos Últimos Dias, que possui 14% de adeptos, sendo a segunda maior entidade religiosa no estado — atrás somente da Católica, que possui 15% de seguidores — e as Testemunhas de Jeová, seguida por 1% dos religiosos.
Há a presença de outras religiões minoritárias, como o Judaísmo (0,3%) Islão (0,2%) e Budismo (0,1%). Nota-se ainda, a grande porcentagem de não-religiosos e ateus (19%), o que faz do estado um dos maiores dos Estados Unidos em relação ao número de não-religiosos.

### Principais cidades
- Boise
- Idaho Falls
- Twin Falls
- Lewiston
- Coeur d'Alene
- Moscow

## Economia

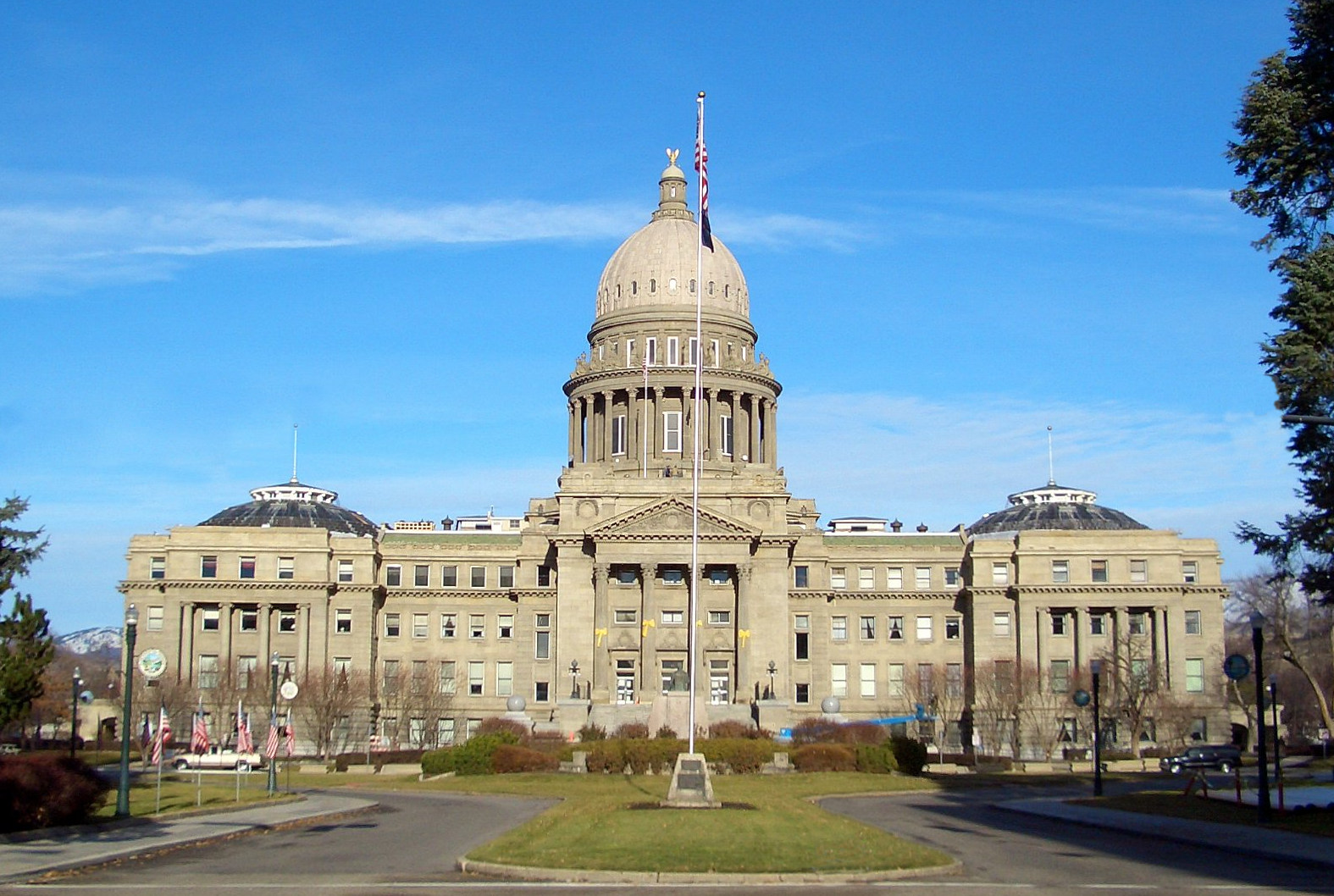
Capitólio Estadual do Idaho em Boise.

O produto interno bruto do Idaho foi de 43,6 bilhões de dólares em 2004. A renda per capita do Estado, por sua vez, foi de 26 881 dólares. A taxa de desemprego do Idaho é de 3,3%. Idaho é considerado o segundo estado mais pobre do país, ficando atrás apenas do Mississippi.
O setor primário responde por 4% do PIB do Idaho. Juntas, a agricultura e a pecuária respondem por 6% do PIB do Idaho, e empregam aproximadamente 135,8 mil pessoas. Os efeitos da pesca e da silvicultura são negligíveis na economia do Estado. O Idaho possui cerca de 24 mil fazendas, que cobrem aproximadamente um quarto do Estado. Os principais produtos produzidos pela agropecuária do Idaho são leite e carne bovina e ovina, lã, batata e trigo.
O setor secundário responde por 26% do PIB do Idaho. A indústria de manufatura responde por 23% do PIB do Estado e emprega aproximadamente 82,8 mil pessoas. O valor total dos produtos fabricados no Estado é de 14 bilhões de dólares. Os principais produtos industrializados fabricados no Estado são alimentos industrialmente processados, maquinário, produtos químicos, equipamentos elétricos e veículos de transporte. O Iowa é o maior produtor de etanol do país. A indústria de construção responde por 6% do PIB do Estado, empregando aproximadamente 56,2 mil pessoas. Os efeitos da mineração na economia do Estado são negligíveis, empregando cerca de 3,2 mil pessoas. Os principais recursos naturais minerados no Estado são fosfato e prata.
O setor terciário responde por 70% do PIB do Idaho. Aproximadamente 17% do PIB do Estado são gerados através de serviços comunitários e pessoais. Este setor emprega cerca de 211,2 mil pessoas. O comércio por atacado e varejo responde por 16% do PIB do Estado, e emprega aproximadamente 171,1 mil pessoas. Serviços governamentais respondem por 13% do PIB do Idaho, empregando aproximadamente 115,3 mil pessoas. Serviços financeiros e imobiliários respondem por cerca de 12% do PIB do Estado, empregando aproximadamente 53,1 mil pessoas. Transportes, telecomunicações e utilidades públicas empregam 34,8 mil pessoas, e respondem por 8% do PIB do Idaho. 89,6% da eletricidade gerada no Idaho é produzida em usinas hidrelétricas. O Estado possui 35 usinas hidrelétricas. A maior parte do restante é gerada em usinas termelétricas.

## Educação
As primeiras escolas do Idaho foram construídas durante o início do século XIX, voltadas para crianças nativo-americanas. A primeira escola voltada para filhos de assentadores brancos foi fundada por mórmons em 1860, em Franklin. Cinco anos depois, o Estado já possuía 12 escolas. Em 1887, o Idaho tornou mandatório o atendimento escolar. Em 1890, quando o Idaho tornou-se um Estado, o governo estadual fez com que em cada municipalidade do Estado fossem delimitadas duas secções, de 518 hectares, que seriam propriedade de distritos escolares. Embora pouco dessa área seja usada para a construção de escolas, tais áreas fornecem a maior parte da receita do orçamentos dos distritos escolares do Estado.
Atualmente, todas as instituições educacionais no Idaho precisam seguir regras e padrões ditadas pelo Conselho Estadual de Educação do Idaho. Este conselho controla diretamente o sistema de escolas públicas do Estado, que está dividido em diferentes distritos escolares. O conselho é composto por sete membros escolhidos pelo governador, para termos de até cinco anos de duração. Um diretor de educação, que preside o conselho, é eleito pela população do Estado para termos de até quatro anos de duração. O mandato dos membros do conselho é indeterminado, sendo que o governador tem o direito de substituir qualquer membro quando quiser. Cada cidade primária (city), diversas cidades secundárias (towns) e cada condado, é servida por um distrito escolar. Nas cidades, a responsabilidade de administração do sistema escolar público é dos distritos municipais, enquanto que em regiões menos densamente habitadas, esta responsabilidade é dos distritos escolares operando em todo o condado em geral. O Idaho permite a operação de escolas charter — escolas públicas independentes, que não são administradas por distritos escolares, mas que dependem de verbas públicas para operarem. Atendimento escolar é compulsório para todas as crianças e adolescentes com mais de sete anos de idade, até a conclusão do segundo grau ou até os dezesseis anos de idade.
Em 1999, as escolas públicas do Idaho atenderam cerca de 245,3 mil estudantes, empregando aproximadamente 13,6 mil professores. Escolas privadas atenderam cerca de 10,2 mil estudantes, empregando aproximadamente 800 professores. O sistema de escolas públicas do Estado consumiu cerca de 1,24 bilhão de dólares, e o gasto das escolas públicas foi de aproximadamente 5,4 mil dólares por estudante. Cerca de 88,2% dos habitantes do estado com mais de 25 anos de idade possuem um diploma de segundo grau.
Atualmente, as bibliotecas públicas do Idaho movimentam anualmente cerca de 7,7 livros por habitante. O Estado possui 106 sistemas de bibliotecas públicas. A primeira instituição de educação superior do Idaho foi a Universidade de Idaho, inaugurada em 1892, em Moscow, que é atualmente a maior universidade do Estado. Atualmente, o Idaho possui 14 instituições de educação superior, das quais sete são públicas e sete privadas.

## Transportes e telecomunicações
Boise é o principal centro de transportes do Idaho. Em 2002, o Idaho possuía 2 643 quilômetros de ferrovias. Em 2003, o Estado possuía 75 522 quilômetros de vias públicas, dos quais 983 quilômetros eram rodovias interestaduais, consideradas parte do sistema federal rodoviário dos Estados Unidos.
O primeiro jornal do Idaho, o Golden Age, foi publicado pela primeira vez em agosto de 1862, em Lewinston, sendo publicada até janeiro de 1865. O jornal mais antigo do Estado ainda em operação, por sua vez, é o Idaho Statesmen, que foi publicado pela primeira vez em 1837, em Boise, com o nome de Tri-Weekly Statesman. Atualmente, são publicados no Estado cerca de 65 jornais, dos quais 11 são diários. A primeira estação de rádio do Idaho foi fundada em 1921, em Boise. A primeira estação de televisão do Estado foi fundada em 1953, também em Boise. Atualmente, o Idaho possui 89 estações de rádio — dos quais 39 são AM e 50 são FM — e 11 estações de televisão.

## Cultura

### Símbolos do estado
- Árvore: Pinus monticola
- Cognome: Gem State
- Dança: Quadrilha
- Flor: Philadelphus lewisii
- Fruta: Huckleberry
- Gema: Granada
- Inseto: Danaus plexippus (Borboleta-monarca)
- Lema: Esto perpetua (do latim: Deixe perpetuamente)
- Mamífero doméstico: Appaloosa
- Música: Here We Have Idaho (Aqui Nós Temos Idaho)
- Pássaro: Sialia currucoides
- Peixe: Oncorhynchus clarki
- Slogan: Great Potatoes. Tasty Destinations (Ótimas Batatas. Destinos Deliciosos)